# يولا (مغنية)
يولا هي مغنية وكاتبة أغاني إنجليزية ولدت في 31 يوليو 1983.

## روابط خارجية
يولا على موقع IMDb (الإنجليزية)
- يولا على موقع ميوزك برينز (الإنجليزية)
- يولا على موقع ميوزك برينز (الإنجليزية)
- يولا على موقع ديسكوغز (الإنجليزية)
- يولا على موقع قاعدة بيانات الفيلم (الإنجليزية)